# آر تي بي إف
راديو وتلفزيون بلجيكا الناطق بالفرنسية وتسمى اختصارا آر تي بي إف (بالفرنسية: Radio Télévision Belge Francophone, RTBF) هي منظمة بث إذاعي تلفزيوني وراديو عامة تتبع للمجتمع الفرنسي لبلجيكا، في الجزء الجنوبي المتحدث بالفرنسية في بلجيكا. وهي نظيرة للنظيرتها في الشمال الناطقة بالألمانية «الإذاعة الفلمنكية ومؤسسة البث التلفزيوني».
آر تي بي إف افتتحت أربع قنوات تلفزيونية الأولى، الثانية، الثالثة، آرتي بلجيكا. مع مجموعة من قنوات الراديو.
مقر المنظمة في بروكسل يشار إليه أحيانًا بالعامية باسم رايرز. ويعود ذلك بسبب الشارع الذي يقع فيه مقر آر تي بي إف الرئيسي المسمى شارع أوغست ريرز (بالألمانية:Auguste Reyerslaan).